# 龍門寺跡

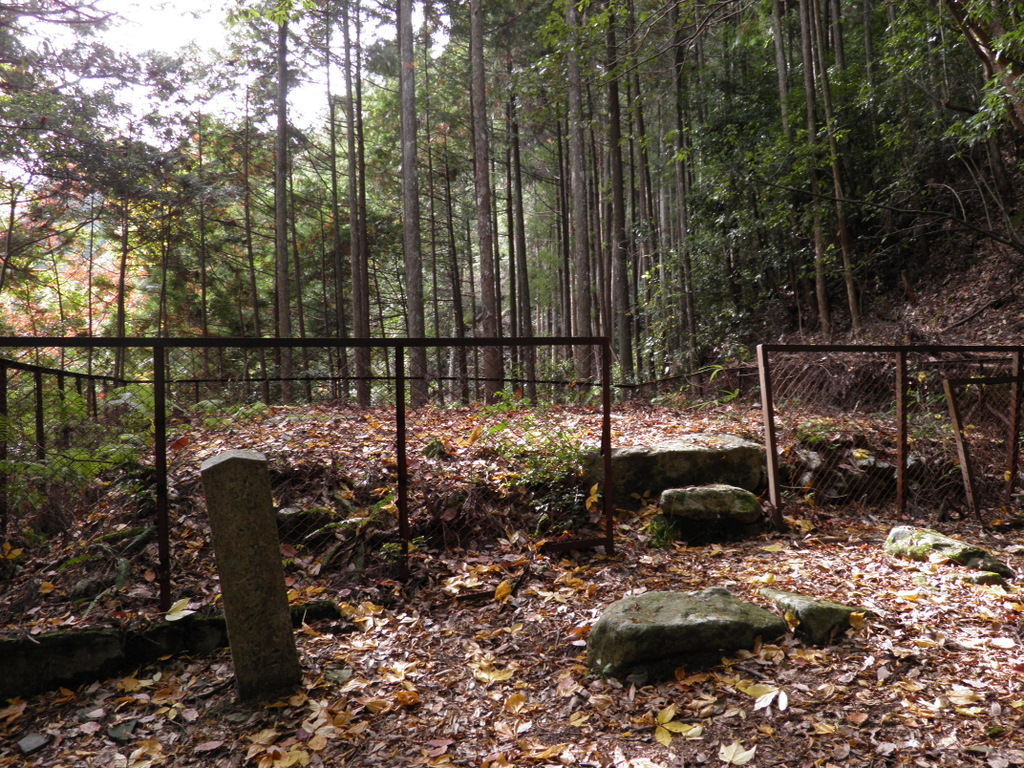
龍門寺塔跡

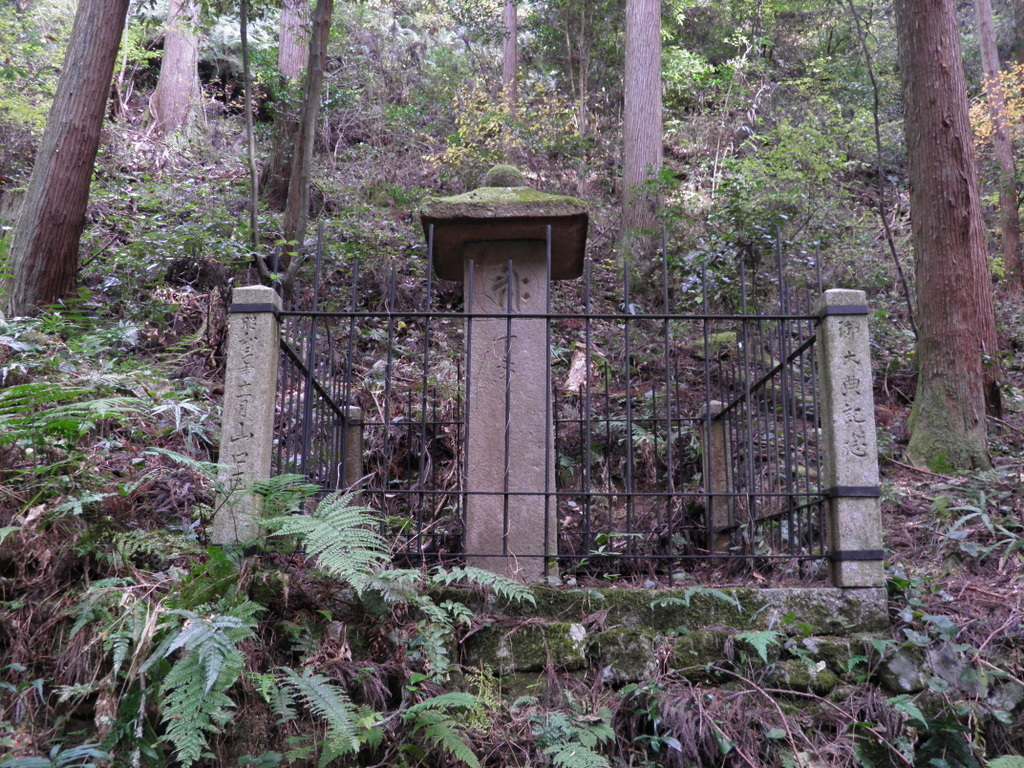
下乗石

龍門寺跡（りゅうもんじあと）とは、奈良県吉野郡吉野町に存在した龍門寺の寺院跡。

## 概要
創建時期は不明だが、醍醐寺本「諸寺縁起集」に収める「龍門寺縁起」によれば、この龍門寺は7世紀後半に義淵僧正が龍蓋寺（岡寺）と共に国家隆泰、藤氏栄昌のために建立したと伝えられている。龍門山（竜門岳）の南斜面山腹にある龍門の滝の上に位置し、金堂、三重塔、六角堂、僧房などの伽藍が立ち並んでいた。
1952年（昭和27年）から翌年にかけての発掘調査により塔跡、金堂跡や礎石が明らかになり、奈良時代の8世紀前半の瓦などが出土している。また寺跡への登り口近くには、元弘3年（1333年）在銘の「下乗石」（重要美術品）が残っている。塔跡は1954年（昭和29年）に奈良県の史跡に指定されている。

## 歴史

### 仙境の地
龍門寺があった龍門山は古代には神仙境であった。この「龍門山」の初見は「懐風藻」で神仙境の地として登場する。
五言 遊龍門山 一首
命駕遊山水 長忘冠冕情 安得王喬道 控鶴入蓬瀛
この詩は葛野王の心境を吐露したもので、「馬車を命じて竜門山の山水に遊び、しばらく高官高位の身にある煩わしさを忘れたい。この竜門山で王子喬（中国の仙人）のような仙術を会得して、鶴に乗り仙人が住むという蓬瀛へ行きたい」というものである。葛野王は、慶雲2年12月20日（706年1月9日）に薨去しているので、これ以前から龍門山は神仙的または霊場として認識されていたようである。
また、昌泰4年（901年）頃に生存し、自らも仙人と称された天台の陽勝によれば、龍門寺には「大伴仙・安曇（あつみ）仙・久米仙」の3人の仙人がいたと伝えている。特に久米の仙人にはユニークな逸話が残る。

### 寺院建立後
この龍門寺は龍蓋寺（岡寺）とともに当初、興福寺僧が二寺の別当を兼務し、興福寺の末寺となった。その後、興福寺別当が龍門寺別当をも兼務することとなり、龍門寺周辺は興福寺の寺領となった。時代が下るにつれ、龍門寺周辺の庄園開発が、積極的に行われる。龍門山の南側の麓には小盆地が広がっており、比較的なだらかな地形であったので、発展することになる。これらの庄園は「龍門庄」または「龍門寺庄」と呼ばれる。
なお、龍門庄の範囲は現在の吉野町東北部にあった旧龍門村、旧中龍門村、現在の宇陀市西南部にあった旧上龍門村にあたる。

### 平安時代
元慶3年（879年）には清和上皇が龍門寺を参詣し、供奉の源昇、在原友于が大伴・安曇仙人の旧廬（きゅうろ）を見て、往時を偲び涙したという。寛平10年（898年）には、宇多上皇の巡礼で参詣している。この時に供奉した菅原道真、都良香が、仙房の扉に妙句を記したという。さらに寛仁4年（1020年）には藤原道長が、高野山参詣の途中に立ち寄っており、寛平年間には藤原継蔭の娘で歌人として著名な伊勢が訪れている。

### 南北朝の動乱から退廃まで
吉野に南朝が置かれ、南北朝時代に入ると、龍門庄は南朝方に組み入れられることになった。しかし、南朝方、楠木正行らが四條畷の戦いで破れると、足利方の高師直が吉野まで攻め入り、龍門庄は足利方の一時、支配下に置かれる。この時に龍門庄は両方から課税されるという複雑な立場にあった。その後、龍門庄は南朝の牧堯観（牧定観の子息）の支配下に入った。堯観は牧（現在の宇陀市大宇陀牧）に館を構え、背後には山城（牧城）を作っている。
南北朝時代が終わると、再び興福寺領となるが、一山越えた多武峰妙楽寺の勢力や小川氏（現在の東吉野村の豪族）の勢力が入ってくるなどしている。特に多武峰とは紛争となった。この時は、多武峰が興福寺の代官となって龍門庄を支配することになったものの、その後も興福寺と多武峰の争いは続いている。
応仁の乱に至っては、龍門庄にも兵火が及び、永正3年（1506年）7月、大和国に攻め込んできた細川政元の家臣赤沢朝経が龍門庄に侵入して龍門郷を焼き討ちにしている。この頃から龍門寺は衰え、廃寺となったようである。

### その後の龍門庄
龍門寺が衰退したのちも龍門庄を巡る争いは続いている。永正7年（1510年）には興福寺と東大寺との間で龍門庄を巡り争いが起こった。この時は、越智正忠の仲介に入り和解している。大永2年（1522年）には、龍門庄民が団結して多武峰への年貢を勝手に納めなかったり半減し命令にも従わず、ついには罪人を成敗しようと入ってきた多武峰の使者を殺害する暴動が起こっている。この時、多武峰は衆徒を動員して、庄民の住宅を焼き、庄民を追い払おうとしたが、本善寺と越智氏が仲介して、破却をまぬがれた。その後、大和国は筒井順慶によって統一されるが、本能寺の変のあとに筒井氏は伊賀国へ国替えとなり、大和国は豊臣秀吉の弟、豊臣秀長が支配することとなる。文禄4年（1595年）の太閤検地により龍門庄は寺領庄園としての性格を解かれ、興福寺・多武峰その他の幾重にも重なった支配体制は解体され、龍門庄に含まれた村々は村単位で大名の領地となった。

## その他
- 江戸時代には、松尾芭蕉が龍門の滝を訪れて句を詠んでいる。

「龍門の 花や上戸の 土産（つと）にせん」
「酒飲みに 語らんかかる 滝の花」
- 奈良県吉野町平尾にある菅生寺（すぎょうじ）は、龍門寺の子院、龍華院であったと伝わっている。永正3年（1506年）に火災で廃寺同然となったが、吉野山桜本坊の快済法印により、文化5年（1808年）に復興した。しかし、明治頃から再び荒廃したが、1980年（昭和55年）に再び復興され、現在に至っている。なお、菅生寺の由来として菅原道真が生まれ育ったとの伝承が残る。